# Jeffrey Lieber
Jeffrey Lieber egy amerikai forgatókönyvíró, legjelentősebb munkája a Lost című tévésorozat alapjául szolgáló Nowhere (Senkiföldje) című szkript megírása.

## Életpályája
Lieber részt vett a Tuck Everlasting és a Tangled című filmek megalkotásában, majd a Hitched c. sorozat pilotjának producereként és írójaként tűnt fel.
Miután leszerződött az ABC televíziós társasággal, megírta a Lost nyitóepizódjának eredeti változatát. Ezt az ABC kívánsága szerint át kellett dolgoznia Damon Lindeloffal és J. J. Abramsszal. Így született meg a sorozat első részének végleges verziója.
Lieber ezen kívül soha többé nem foglalkozott a Losttal, de az epizódok elején feltűnik neve, mint creator.